# Filtro lineare
Il filtro lineare è un metodo utilizzato nella grafica computerizzata per accrescere la qualità delle immagini che ritraggono texture ridimensionate e/o poste su superfici inclinate rispetto al punto di osservazione.

## Filtro monolineare
Questo filtro viene usato per mantenere la qualità dell'immagine quando questa viene ridotta di dimensioni (valido anche nel caso opposto), questo perché durante un'operazione di ridimensionamento senza filtri dell'immagine viene ridisegnata utilizzando solo le linee e colonne risultanti, per fare un esempio se un'immagine viene ridotta alla metà per ogni lato (ridotta a 1/4 dei pixel totali), l'immagine risultante sarà data solo dai pixel contenuti nelle colonne e righe pari, senza considerare il colore dei pixel adiacenti, il che può portare a una perdita d'informazione e qualità dell'immagine. Il filtro lineare evita questo problema tenendo in considerazione l'informazione di tutti i pixel, ricreando un'immagine dove i pixel risultanti sono dati dalla media dei pixel che sostituiscono.

## Filtro bilineare
Il filtro bilineare differisce dal filtro monolineare per il fatto che riesce a filtrare in modo separato le texture MIP map, ma non riesce a nascondere l'effetto di transizione da un MIP map all'altro.

## Filtro trilineare
Il filtro trilineare differisce dal filtro bilineare per il fatto che rende graduale il passaggio tra diverse mipmap, questo perché vengono amalgamate tra loro nei lati più esterni.

### Filtro brilinear
Questo tipo di filtro non standard e presente solo con determinate schede grafiche, è in realtà un filtro trilineare, ma con un'area di transizione tra diverse mipmap decisamente più ridotta.